# Centrale nucleare di Thyspunt
La centrale nucleare di Thyspunt è una futura centrale nucleare del Sudafrica situata presso la località di Thyspunt.